# 谷五郎の旅は続くよ
谷五郎の旅は続くよ（たにごろうのたびはつづくよ）は山陽放送ラジオで放送されていたワイドラジオ番組。

## 概要
- 谷が不在の際はRSKの男性アナウンサーが代理を勤めた。
- 最終回は公開放送だった。

## 放送時間
- 毎週土曜日6:30-12:00
- 毎週土曜日9:30-14:00

※中村尚登 ニュースプラザのネットの関係で放送開始&終了時間がスライドされた。

## 主なコーナー
- せとうちレースだより
- 日本全国8時です
- 五郎の青空ブルーグラス
- カフェ・ディンゴ・イン・キャンパス→週末はきっとうまくいく

「土曜ジャンボ!」や「そして明日は日曜日」などの土曜のワイド枠の名物コーナー「カフェ・ミラージュ・イン・キャンパス」の後継コーナーだったが、長年スポンサーだった三菱自動車の不祥事発覚に伴うスポンサーを降板により、末期はタイトルを変更して継続された。コーナーに出演していたディンゴ・ギャル3人はコーナー終了後「THE PAPETMAN SHOW〜七つの謎の大扉〜」にアシスタントとして出演した。
- 山陽新聞の時間です

ほか